# Vzorec (kemija)
Vzôrec je v kemiji predstavitveni del celote. Vzorec mora biti pravilno vzorčevan in pripravljen, saj mora prikazati dejansko stanje vzorčevalne snovi.